# Faukárie
Faukárie (Faucaria) je rod rostlin z čeledi kosmatcovité. Jsou to sukulenty se štětinovitě zubatými dužnatými listy. Květy jsou většinou žluté, s mnoha úzkými korunními lístky a mnoha tyčinkami. Plodem je tobolka s mnoha semeny. Rod zahrnuje 8 druhů a je rozšířen jako endemit výhradně v jihoafrickém Kapsku.
Faukárie jsou pěstovány jako nenáročné sukulenty. Jsou známy také pod lidovým označením tygří tlamičky.

## Popis
Faukárie jsou vytrvalé sukulentní byliny vytvářející trsy nebo shluky.
Listy jsou silně sukulentní, vstřícné a na bázi navzájem srostlé, ve 2 až 4 párech na vrcholu stonku. Čepele listů jsou často bíle skvrnité, na líci ploché, hladké nebo drsné, na spodní straně při bázi oblé a při vrcholu kýlnaté, trojhranné. Na okraji jsou zuby často zakončené štětinami. Květy jsou jednotlivé, vrcholové.
Kalich je zpravidla tvořený 5 lístky, z nichž 2 vnější jsou kýlnaté.
Koruna je složena z mnoha volných, čárkovitých, žlutých nebo výjimečně bílých či načervenalých korunních lístků.
Tyčinek je velký počet.
Semeník je spodní, srostlý nejčastěji z 5 (řidčeji ze 4 nebo 6) plodolistů, s parietální placentací. Blizny jsou nitkovité, volné, v počtu odpovídajícím počtu plodolistů.
Plodem je dřevnatá tobolka, obsahující mnoho drobných, tmavě hnědých semen.

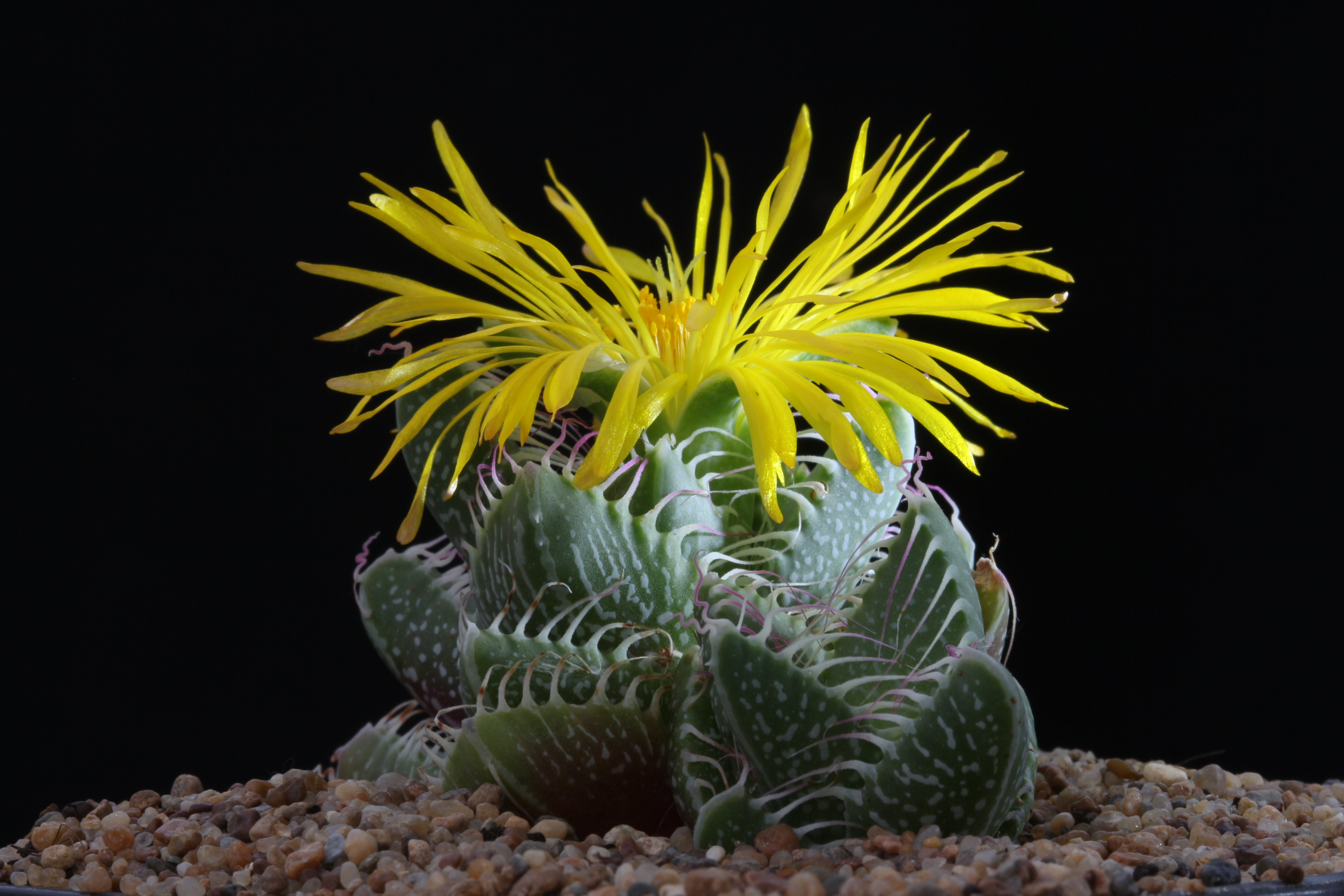
Faucaria tigrina
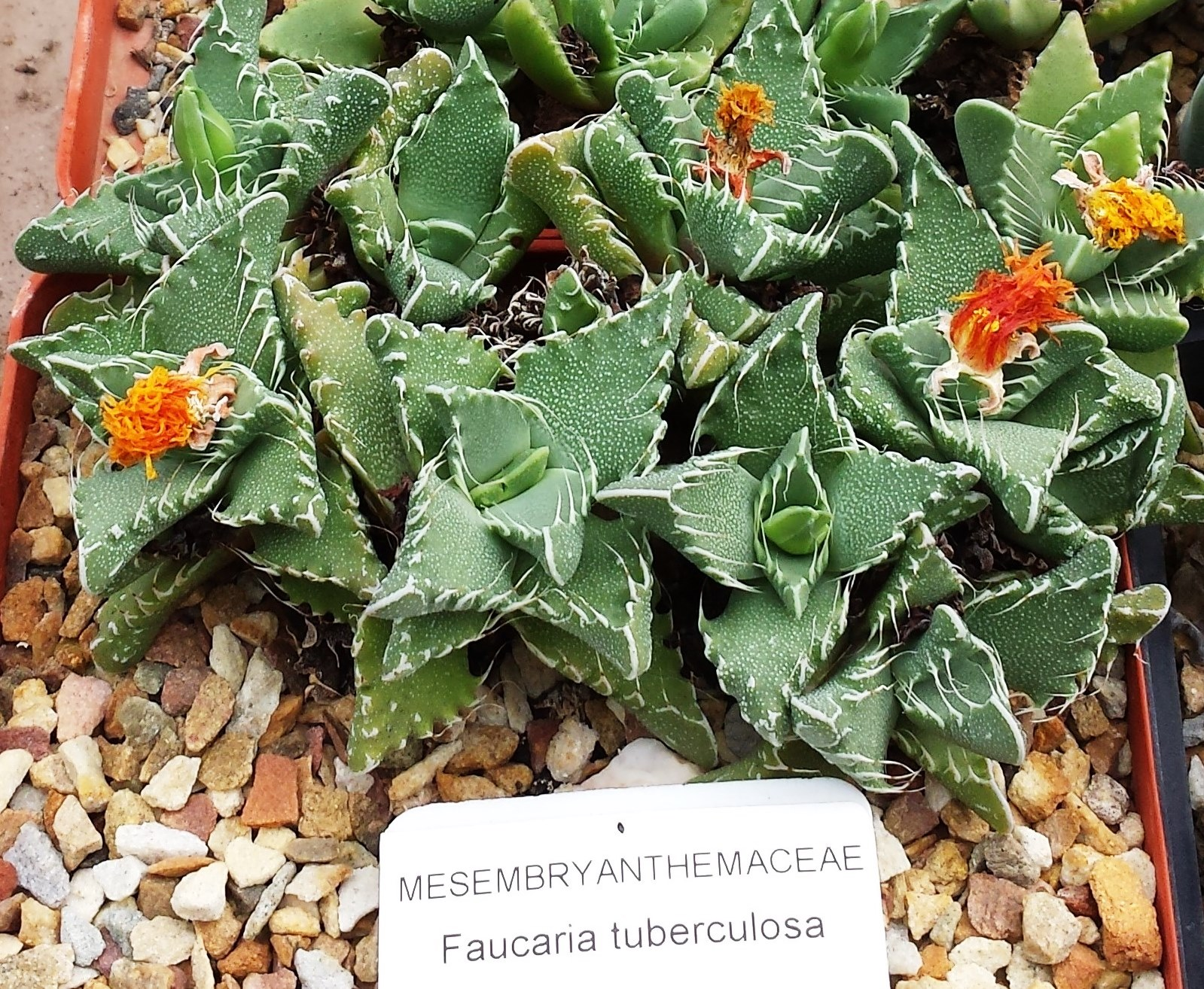
Faucaria tuberculosa
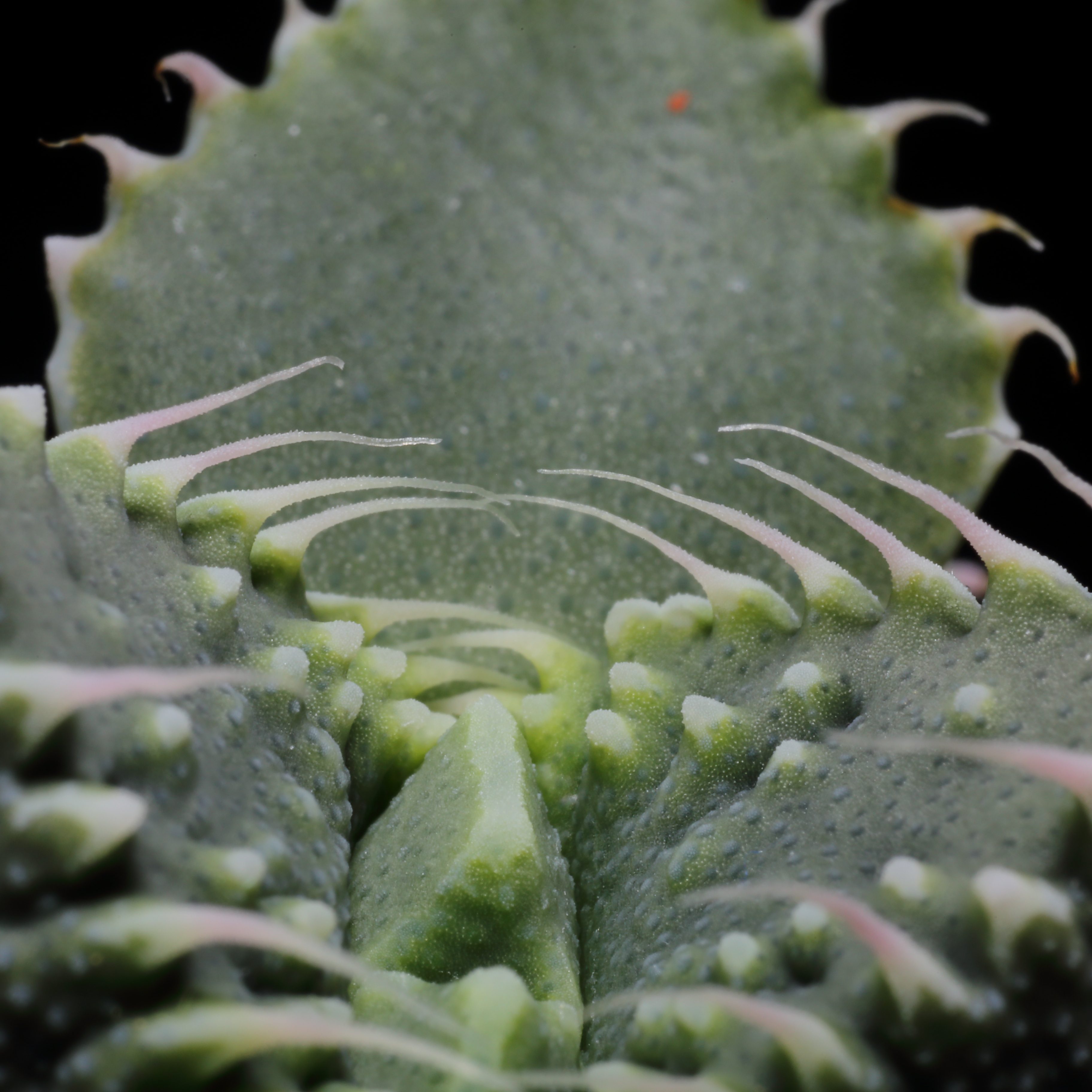
Detail listů Faucaria tuberculosa
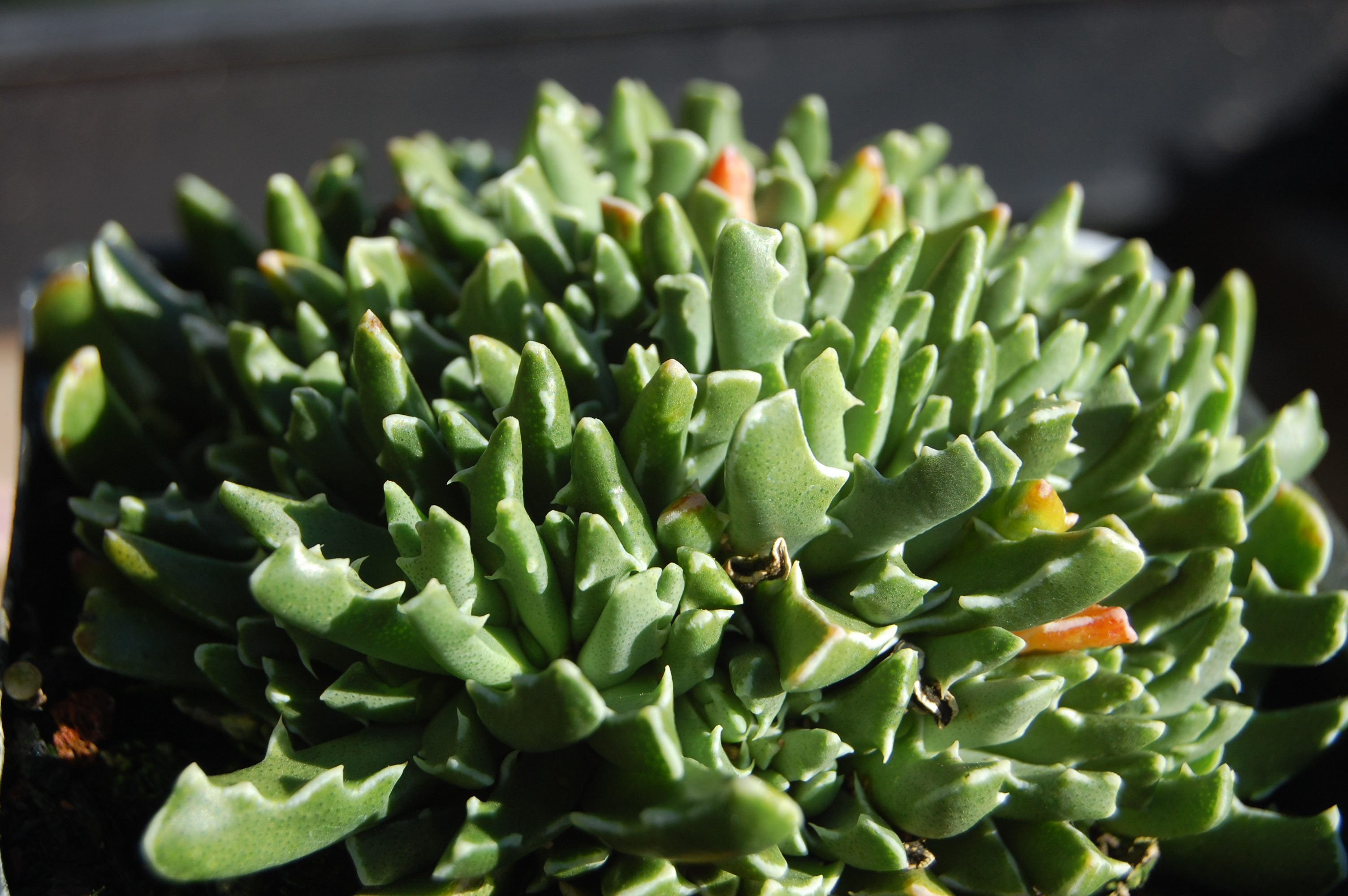
Faucaria bosscheana

## Rozšíření
Rod zahrnuje celkem 8 druhů, které jsou všechny endemity jihoafrického Kapska. Centrum rozšíření je ve středojižním regionu Východního Kapska, kde jsou svým výskytem soustředěny zejména do údolí řek. V malé míře zasahují i do Západního Kapska. Rostliny nejčastěji rostou ve středních polohách od 600 do 850 metrů, výškové rozpětí jejich výskytu však sahá od pobřežních oblastí až do nadmořských výšek okolo 1500 metrů. Nejčastěji rostou pod suchomilnou keřovou vegetací na skalnatých svazích nebo na otevřených místech v buši, vzácněji i ve skalních puklinách.
Nominátní poddruh Faucaria felina roste v oblastech se zimními dešti, druh Faucaria bosscheana naopak v oblastech s převážně letními a podzimními dešti. Ostatní druhy pocházejí z oblasti s hlavním obdobím dešťů na jaře a na podzim.

## Ekologické interakce
Faukárie kvetou převážně v podzimním období, které na jižní polokouli spadá do našich jarních měsíců, a jsou cizosprašné. Některé druhy začínají kvést s nástupem období dešťů. Květy se otevírají odpoledne a večer opět zavírají. Je v nich nektar, je však pro opylovače obtížně přístupný, neboť se k němu musejí prodrat hustým kartáčkem tyčinek. Jsou opylovány zejména drobnými druhy brouků a vos. V přírodě bylo pozorováno, že směsné populace faukárií a rodů Orthopterum a Bergeranthus, které rovněž patří mezi kosmatcovité, kvetou synchronizovaně ve stejný čas.
Šíření semen není nijak specializované. U některých druhů tobolky opadávají s vývojem dalšího páru listů, zatímco u jiných dlouho vytrvávají na rostlině.

## Taxonomie
Rod Faucaria je v rámci čeledi Aizoaceae řazen do podčeledi Ruschioideae a tribu Ruschieae. Daný tribus zahrnuje velké množství rodů, jejichž příbuzenské vztahy nejsou dosud zcela vyjasněny.

## Význam a pěstování

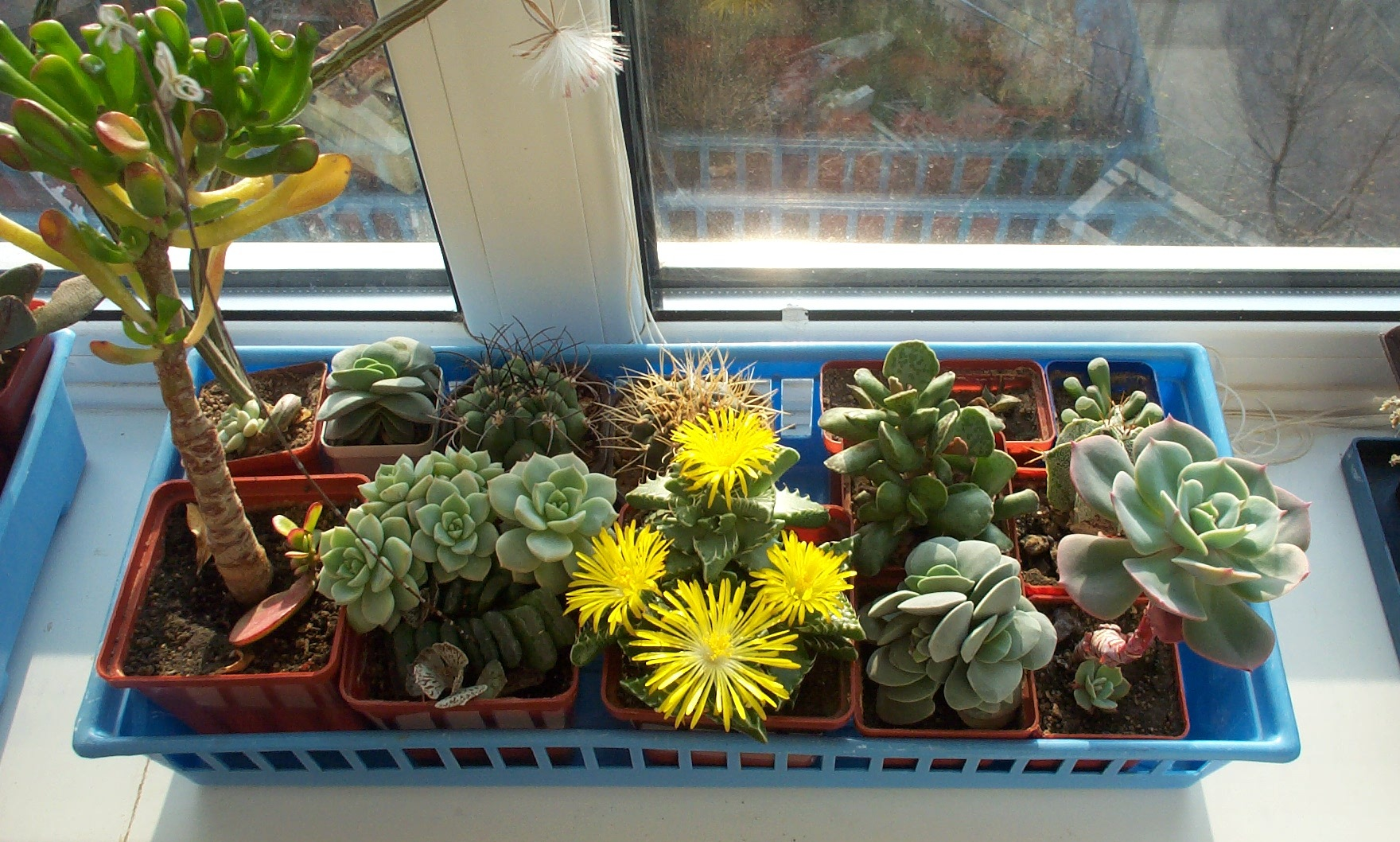
Faukárie ve sbírce sukulentů

Faukárie jsou pěstovány jako nenáročné, krásně kvetoucí sukulenty, vhodné i pro začátečníky. Vegetační sezónu mají v létě, zatímco přes zimu prodělávají období klidu. V zimním období je nutno snížit teplotu a nezalévat. Za takových podmínek si zachovají pěkný a kompaktní vzrůst, zatímco při přezimování v teplém skleníku tvoří vytáhlé, dlouhé výhony. Zimní teploty by neměly klesat pod 5 °C. Na půdu nejsou rostliny nijak náročné, měla by být nezásaditá a podobně jako u jiných sukulentů dobře propustná. Ideální je směs jednoho dílu kompostu, dvou dílů ostrého písku a trochu jílu. Rostliny v kultuře často hybridizují. Mohou se také křížit se zástupci rodu Rabiea a Glottiphyllum.